# Szegilong, Borsod-Abaúj-Zemplén
Szegilong este un sat în districtul Tokaj, județul Borsod-Abaúj-Zemplén, Ungaria, având o populație de 229 de locuitori (2011). 

## Demografie
Componența etnică a satului Szegilong
     Maghiari (98,44%)
     Romi (1,56%)
Componența confesională a satului Szegilong
     Romano-catolici (44,54%)
     Reformați (12,23%)
     Greco-catolici (8,3%)
     Fără religie (4,8%)
     Necunoscută (30,13%)
Conform recensământului din 2011, satul Szegilong avea 229 de locuitori. Din punct de vedere etnic, majoritatea locuitorilor (98,44%) erau maghiari, cu o minoritate de romi (1,56%). Nu există o religie majoritară, locuitorii fiind romano-catolici (44,54%), reformați (12,23%), greco-catolici (8,3%) și persoane fără religie (4,8%). Pentru 30,13% din locuitori nu este cunoscută apartenența confesională.